# Alessandro Calvi
Alessandro Calvi (ur. 1 lutego 1983 w Voghera) – włoski pływak, specjalizujący się głównie w stylu dowolnym.
Mistrz świata na krótkim basenie z Szanghaju oraz wicemistrz świata z Melbourne w sztafecie 4 × 100 m stylem dowolnym. Złoty i srebrny medalista mistrzostw Europy w tej samej sztafecie. Mistrz Uniwersjady z Izmiru w sztafecie 4 × 200 m stylem dowolnym.
Dwukrotny uczestnik Igrzysk Olimpijskich z Aten (4. miejsce ze sztafetą 4 × 100 m stylem dowolnym) i Pekinu (4. miejsce ze sztafetą 4 × 100 m stylem dowolnym i 30. miejsce na 50 m stylem dowolnym).